# Giáo hoàng Piô II
Piô II (Latinh: Pius II) là vị giáo hoàng thứ 210 của giáo hội công giáo.
Theo niên giám tòa thánh năm 1806 thì ông đắc cử Giáo hoàng năm 1458 và ở ngôi Giáo hoàng trong 5 năm 11 tháng vài ngày. Niên giám tòa thánh năm 2003 xác định ông đắc cử Giáo hoàng ngày 19 tháng 8 năm 1458, ngày khai mạc chức vụ mục tử đoàn chiên chúa là ngày 14 tháng 8 và ngày kết thúc triều đại của ông là ngày 14 tháng 8 năm 1464.
Pius II sinh tại Siena trong tỉnh Sienna ngày 18 tháng 10 năm 1405 với tên thật là Enea Silvio Piccolomini nhưng thường được biết đến trong văn học dưới tên Latinh là Aeneas Sylvius. Theo giáo luật cổ điển ông biến nơi sinh của mình (Corsignano) thành thành phố Pienza ngày nay.

## Trước khi thành giáo hoàng
Ông là một nhà nhân bản học, giảng thuyết, văn hào và là một con người cơ hội. Pius II bắt đầu sự nghiệp của mình bằng vai trò là một hội nghị viên dưới triều phản Giáo hoàng Felix V. Ông đã có ít nhất hai con ngoài giá thú (một ở Strasbourg và một tại Scotland), sinh ra trước khi bước vào hàng giáo sĩ (Pope Pius II, Catholic Encyclopedia).
Ông đến Rôma với tư cách là sứ giả của Frederick II của nước Đức. Tại đó ông công khai thú nhận lỗi lầm của mình và được gia nhập vào phẩm trật trong giáo hội. Ông trở thành Giám mục Triesta năm 1447 rồi Giám mục Sienna năm 1449 và được bổ nhiệm làm hồng y năm 1456 

## Giáo hoàng
Enea Silvio Piccolomini được bầu làm Giáo hoàng năm 1458.

### Chống quân Ottoman
Chương trình của triều đại Pius II là thống nhất Âu châu và bảo vệ Ky-tô giáo chống đế quốc Ottoman đang trên đà lớn mạnh. Ông đã dự định tổ chức một cuộc Thánh Chiến chống lại quân Thổ.
Để giúp đỡ các tỉnh bị người Ottoman thôn tính, ông thành lập một liên minh giữa các vua nước Pháp, Burgundy, Hungary và Tổng trấn Venice. Nhưng đại hội nghị mà Giáo hoàng triệu tập các nước lớn tại Mantua (1459-1460), không được mấy vua chúa đến tham dự.
Vua nước Hunggari là Mathias Corvin cùng với các con của Hunyadi vẫn còn đẩy lui được quân đội Ottoman. Nhưng ở Albania, Georgio Castriota đã chịu thất nại. Trước sự lãnh đạm, chia rẽ của Tây phương, Giáo hoàng Piô II thân chinh dẫn đầu một cuộc tiến công bằng đường thủy. Nhưng ông kiệt sức và chết trước khi tới Ancona ngày 14.8.1464.
Ông đã cố gắng nhưng không thành công trong việc làm cho sultan Ottoman là Mehmed II trở lại, bằng cách dùng quyển "Examen critique du Coran" (Nghiên cứu phê bình kinh Coran) của Nicolas de Cues.

## Giáo hoàng nhân bản
Pius II là nhà nghiên cứu khoa học nhân văn sâu sắc. Là một nhà cổ văn học Aeneas Sylvius Piccolomini là vị Giáo hoàng duy nhất đã để lại các Ký ức (Les Mémoires). Là sử gia, ông là vị Giáo hoàng duy nhất tự tay biên chép lịch sử triều đại Giáo hoàng của mình: Commentarii retum memorabilium. Một tự truyện, cũng được diễn đạt dưới hình thức sử biên niên (hơi theo hình ảnh của Froissart).
Ông giao trách nhiệm cho Nicolas de Cues soạn thảo một dự án về việc canh tân Giáo hội, được thực hiện từng phần trong một số giáo phận hoặc hội dòng, và đòi hỏi một hành động công bình vì lợi ích của người Do thái (cấm rửa tội cho họ trái ý họ và cấm bắt buộc họ làm việc trong ngày sabát), của những nô lệ da đen làm việc cho các Kitô hữu và chống lại việc cho vay nặng lãi.
Ông còn là thi sĩ và là một nhà thông thái, quyển Cosmographie (Vũ trụ học) của ông đã được Christophe Colomb sử dụng. Ông cùng là tác giả của một lượng lớn thư từ và những tác phẩm được cho là khiêu dâm trong đó có Historia duorum amantium (Câu chuyện về hai người yêu nhau). Bằng sắc chỉ Exsecrabilis (1460),ông đã lên án việc nêu tên của vị Giáo hoàng ra trước công đồng.
Ông mất đi đem theo cả ý định và chương trình cải cách Giáo hội. Tuy nhiên, năm 1461 ngài cũng đã thuyết phục được vua Louis XI (1461-1483) nước Pháp bãi bỏ Pragmatique Sanction de Bourges (7.7.1483). Đáp lại, ông đã trao tặng cho Louis XI danh hiệu Rex Christianissimus (Vua rất Ky-tô hữu)